# Словник української мови XVI — першої половини XVII ст.
«Словни́к украї́нсько́ї мови XVI — пе́ршої полови́ни XVII ст.» — багатотомний історичний словник староукраїнської (руської) мови раннього нового часу. Виходить друком від 1994 року у Львові в Інституті українознавства імені І. Крип'якевича НАН України. У 2022 році опубліковано 18-й випуск.
Словник є хронологічним продовженням двотомного Словника староукраїнської мови XIV—XV ст. (1977—1978), який побудований на інших засадах, ніж попередній. Тут уперше здійснено лексикографічне опрацювання мови епохи українського бароко із залученням широкого корпусу тогочасних джерел.
Надзвичайно велике багатство пам'яток української мови XVI — першої половини XVII ст. вимагало спеціального відбору їх для словника. Тому основними принципами при опрацюванні джерел стали: залучення пам'яток з різних територій України, а також з-поза її меж, якщо вони писані українською мовою; залучення пам'яток різних за стилями та жанрами; якнайширше залучення рукописних пам'яток, стародруків, а також тих, що надійно видані з філологічного погляду.
Словник уміщує інформацію про книжну і народну розмовну українську мову XVI — першої половини XVII ст. Від початку проєкту участь у формуванні фундаментальної картотеки та опрацюванні принципів і засад створення Словника брали Дмитро Гринчишин, Олександра Захарків, Іван Керницький, Розалія Керста, Мирон Онишкевич, Лев Полюга, Роман Осташ, Марта Сенів, Михайло Худаш, а також Ярослава Закревська, Надія Осташ, Ольга Федик. Добір та мовний аналіз писемних пам'яток, із яких сформовано корпус джерел Словника, координували Лукія Лук'янівна Гумецька та Дмитро Гринчишин.
Сьогодні в авторському колективі словника працюють Марія Чікало (відповідальний редактор), Ганна Войтів (науковий редактор), автори-укладачі Ольга Кровицька, Ганна Дидик-Меуш, Ірина Черевко, Наталія Багнюк, Юрій Осінчук, Ольга Заневич.
Обсяг становитиме понад 400 друкованих аркушів і міститиме понад 40 тисяч слів.

## Видання
- Словник української мови XVI — першої половини XVII ст.: у 28-ми вип. / Відп. ред. Д. Гринчишин, М. Чікало; Інститут українознавства ім. І. Крип'якевича НАН України. Львів, 1994—.

### Випуски
1. Словник української мови XVI — першої половини XVII ст.… 1994. Список використаних джерел.
2. Словник української мови XVI — першої половини XVII ст.… 1994. Випуск 1 (А — Аѳинѧны).
3. Словник української мови XVI — першої половини XVII ст.… 1994. Випуск 2 (Б — Богуславецъ).
4. Словник української мови XVI — першої половини XVII ст.… 1996. Випуск 3 (Богъ — Весъной).
5. Словник української мови XVI — першої половини XVII ст.… 1997. Випуск 4 (Весь — Вправѣ).
6. Словник української мови XVI — першої половини XVII ст.… 1998. Випуск 5 (Впрашати — Выпродати).
7. Словник української мови XVI — першої половини XVII ст.… 1999. Випуск 6 (Выпросити — Головный).
8. Словник української мови XVI — першої половини XVII ст.… 2000. Випуск 7 (Головнѣйший — Десѧтина).
9. Словник української мови XVI — першої половини XVII ст.… 2001. Випуск 8 (Десѧтинный — Дѣдичство).
10. Словник української мови XVI — першої половини XVII ст.… 2002. Випуск 9 (Дѣдичъ — Загонити).
11. Словник української мови XVI — першої половини XVII ст.… 2003. Випуск 10 (Загонъ — Затрачаючїй).
12. Словник української мови XVI — першої половини XVII ст.… 2004. Випуск 11 (Затраченє — Злечитисѧ).
13. Словник української мови XVI — першої половини XVII ст.… 2005. Випуск 12 (Зливатися — Зѧть).
14. Словник української мови XVI — першої половини XVII ст.… 2006. Випуск 13 (И — Іюнь).
15. Словник української мови XVI — першої половини XVII ст.… 2008. Випуск 14 (К — Конъюрация).
16. Словник української мови XVI — першої половини XVII ст.… 2010. Випуск 15 (Конь — Легковѣрны).
17. Словник української мови XVI — першої половини XVII ст.… 2013. Випуск 16 (Легкомыслность — Лѧчи).
18. Словник української мови XVI — першої половини XVII ст.… 2017. Випуск 17 (М — Моавитѧнка).
19. Словник української мови XVI — першої половини XVII ст.… 2022. Випуск 18 (Мова — Мѧтка).